# Smilax yunnanensis
Smilax yunnanensis är en enhjärtbladig växtart som beskrevs av Sing Chi Chen. Smilax yunnanensis ingår i släktet Smilax och familjen Smilacaceae. Inga underarter finns listade.